# 梅兰芳
梅兰芳（1894年10月22日—1961年8月8日），名澜，又名鹤鸣，小名裙子、群子，字畹华，别署缀玉轩主人，中国近代京剧表演艺术家，祖籍江苏泰州，生于北京，工旦行，因其精湛演技和爱国情怀而举世闻名，为京剧“四大名旦”之首，梅兰芳也得到中共领导人毛泽东赏识，甚至称呼他为“梅老板”。

## 生平
清朝光緒二十年农历九月廿四日（公元1894年10月22日），梅蘭芳出生在北京前门外李铁拐斜街的梅家老宅。梅蘭芳家族世代從藝，其祖父是北京著名青衣花旦演员梅巧玲。1899年，梅蘭芳進入私塾開始讀書，在父母雙亡後，開始由当京剧琴师的伯父梅雨田抚养。八岁起（1902年），开始師從其祖父的摯友、「同光十三絕」之一的青衣演員吳菱仙学戏。1904年8月，十歲的梅蘭芳在北京前門廣和樓首度登台。1907年始搭“喜连成班”演出，並被班主葉春善收為徒弟。1913年赴上海演出《穆柯寨》，轰动上海，一举成名。
梅蘭芳在1919年首度访問日本演出引起轰动，曾有评论“有此双手，其余女人的手尽可剁去”。1920年齊如山介紹齊白石和梅蘭芳相識。1924年因日本發生关东大地震，他為了赈灾义演而受邀再次赴日演出，期间突患急性肠胃炎危及生命，而被日本医生医治。這位医生並未收费，仅要求他給予一副景泰蓝袖扣。同年拜師齐白石学画工虫，齐白石還和金北樓、王梦白在梅兰芳的缀玉轩联手作画給他的30岁生日。1928年4月6日，梅兰芳在北京中和戏院首演新编京剧《凤还巢》。他在1930年前往美國并在西雅图、芝加哥、华盛顿、纽约、旧金山、洛杉矶、圣地亚哥、檀香山等地演出72天引起轰动，美国波莫纳学院、南加州大学分别授予梅兰芳文学荣誉博士学位。梅蘭芳在1932年迁居上海，然後在1935年造訪蘇聯。
1938年，梅蘭芳率領梅劇團到香港演出，1941年因經濟原因，回到上海，汪精卫国民政府力邀他演出，但他不為所動，還刻意蓄鬚，宣示和日本勢力一刀兩斷的決心。由於他此間並无演出，经济来源断絕，靠著販卖字画和奖杯维持家人和剧团生活。1945年日本投降，10月梅蘭芳重出舞台。
1951年7月梅蘭芳迁回北京，定居护国寺街1号（现梅兰芳纪念馆）。1952年，他第二度访问苏联进行演出。1954年，他当选第一届全国人大代表。9月，他出席第一届全国人大第一次会议讨论宪法草案，期间并发言。他在1956年第三次访问日本再次引发轰动，同时履行30多年前袖扣承诺。1959年加入中国共产党。1960年，梅蘭芳拍攝最後一部昆劇電影《游园惊梦》。
1961年8月8日凌晨5时病逝于北京，享年67歲。

## 藝術成就

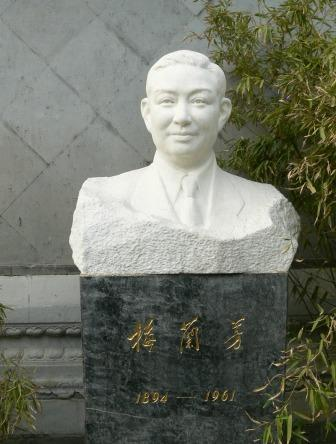
北京梅兰芳纪念馆内的梅蘭芳半身塑像

梅兰芳与程砚秋、尚小云、荀慧生并称“四大名旦”，梅蘭芳為領銜人，中國京剧旦角的最重要代表，風靡一代，他男扮女裝的技巧出神入化，並提升京劇這種原本通俗的戲劇，呈現審美的抒情境界。梅腔悠然而有餘韻，令觀眾感受到古典女子優美的情致。
少年時期的梅蘭芳，聽從了良師益友齊如山的建議，繼承了優良傳統的京劇的華麗與身段，並針對京劇過往只重形式，缺乏情感靈魂表演的缺失加以修正，配合詞曲韻律之和諧，注入更充沛的情緒感情於表演之中，此外更創作了眾多優美而令人難忘的藝術形象，積累大量的優秀劇碼，發展並提高京劇旦角的演唱和表演藝術，創造了具有獨特風格的表演藝術流派──梅派。
梅兰芳是中国京剧史上鼎盛期和清末以及中华民国成立后文化繁荣时期，承上启下最具有代表性的人物。他在五十餘年的舞台生涯中，塑造了众多的妇女艺术形象，发展了京剧旦角的表演艺术。其幼子梅葆玖是梅派的传人。

### 梅派劇目
- 《太真外傳》
- 《貴妃醉酒》
- 《霸王別姬》
- 《宇宙锋》
- 《生死恨》
- 《廉錦楓》
- 《穆桂英掛帥》（祝賀中華人民共和國成立10周年特別獻演的新編戲，音樂指導徐蘭沅，琴師姜鳳山，鼓師庚金群）

## 梅蘭芳主演的京劇、崑曲電影

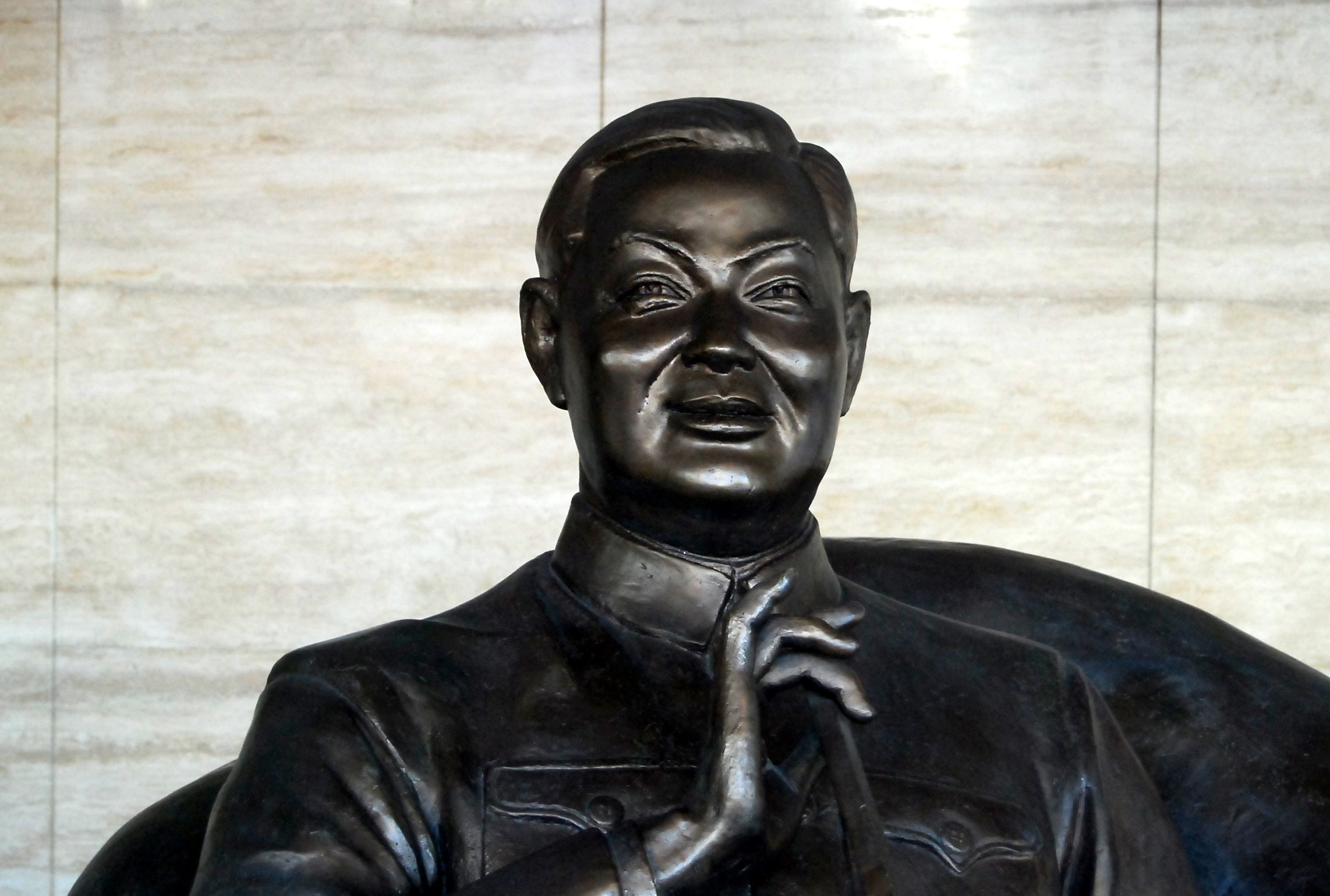
位于北京梅兰芳大剧院的梅兰芳雕像

### 中国大陆
- 《春香鬧學》（1920年，崑曲）
- 《天女散花》（1920年）
- 《生死恨》（彩色，劇藝顧問王少卿，場面領導王燮元，費穆執導，1948年）
- 《洛神》（1955年，吳祖光執導）
- 《梅蘭芳舞台藝術》（1955年，彩色，含梅蘭芳藝術生活紀錄片和《白蛇傳·斷橋》、《宇宙鋒》、《霸王別姬》、《貴妃醉酒》4部戲，吳祖光執導，《斷橋》是崑曲）
- 《游園驚夢》（1960年，崑曲，彩色，許珂執導）

### 英國
- 《上元夫人》（1923年，在北京拍攝）

### 英属香港
- 《西施·羽舞》、《霸王別姬·劍舞》、《上元夫人·拂塵舞》、《木蘭從軍·走邊》、《黛玉葬花》（1924年，在北京拍攝）

### 日本
- 《虹霓關·對槍》（1924年）
- 《廉錦楓·刺蚌舞》（1924年）
- 2部片都是東京寶塚（東寶）電影公司在日本國內拍攝。

### 美國
- 《費貞娥刺虎》（1930年）：派拉蒙電影公司在紐約拍攝。

### 蘇聯
- 《虹霓關》（谢尔盖·爱森斯坦執導，1935年）

## 學生
他的學生（門下弟子）有程硯秋、張君秋、魏蓮芳、章遏雲、李世芳、毛世來、劉元彤、李玉芙、言慧珠、顧正秋、陈永玲、秦慧芬、楊榮環、杜近芳、陳正薇、楊秋玲、關肅霜、胡芝風、北平李丽等，超過100人。

## 个人生活
1910年，梅兰芳与出身于京剧世家的王明华结婚。婚后王明华生了一双儿女后做了节育手术，后来儿女不幸夭折。因为梅兰芳大伯无子，梅兰芳“兼祧两房”，1921年梅兰芳经王明华同意以兼祧的名义娶旦角演员福芝芳为“平妻”。福芝芳和梅兰芳共生有九個小孩，但只有四個长大成人，分别是梅葆琛、梅葆珍、梅葆玥、梅葆玖。王明華後於1929年逝世。王明華与福芝芳关系融洽，福芝芳主动将所生长子抱至王明华处抚养，1961年梅兰芳去世时，福芝芳在香山东侧的万花山主持修建梅兰芳墓地，坚持将梅兰芳与王明华合葬，福芝芳去世后也葬在此处。
1925年，梅兰芳与京剧名老生孟小冬相恋。1927年，再度以兼祧的名义娶孟小冬为“平妻”。此时王明华仍在世，依照当时法律，福孟二人皆无梅兰芳妻子身份，在法律上视其为妾。而按照民俗，承认福芝芳为梅兰芳因“兼祧”无子的大伯一房所娶的“平妻”，孟小冬即使在民俗上也不具备“平妻”身份，而仅为“外室”。孟小冬后来宣称的“成婚”、“兼祧”皆为不实之词。农历正月二十四日，两人在北平“成婚”，冯耿光证婚。此段婚姻未获得外界认可，更未获得梅兰芳家族以及妻子王明华，“平妻”福芝芳的承认。1931年七月，孟小冬与梅兰芳正式分手。1933年9月，孟小冬在天津《大公报》刊登启事，公开说明分手原因，宣布与梅兰芳脱离家庭关系。
梅蘭芳眾子女中，女兒梅葆玥和幼子梅葆玖繼承了其梅派京劇藝術。梅葆玥主攻老生，梅葆玖则继承了梅兰芳的旦角艺术。

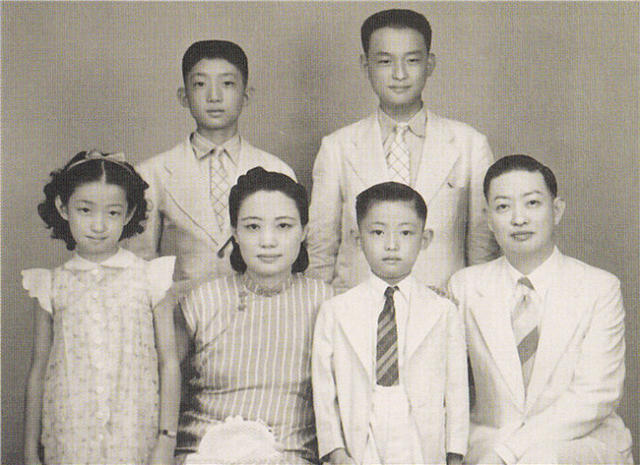
1940年代的梅兰芳全家福照片
前排自左至右为梅葆玥、福芝芳、梅葆玖、梅兰芳
后排左起为梅绍武、梅葆琛

### 家庭
- 元配 王明華
  - 第一子 梅大永（早夭）
  - 第一女 「五十」（早夭）

- 平妻 福芝芳
  - 第一子 梅大寶（早夭）
  - 第一女（早夭）
  - 第二子 梅葆琪（早夭）
  - 第三子 梅葆琛
  - 第四子 梅紹武，原名梅葆珍
  - 第二女（早夭）
  - 第三女 梅葆玥
  - 第四女（早夭）
  - 第五子 梅葆玖

- 外室 孟小冬（未獲承認）

### 家系
|        |        |        |        |        |        |  |  | 王明华 | 王明华 | 王明华 | 王明华 | 王明华 | 王明华 |  |  | 福芝芳 | 福芝芳 | 福芝芳 | 福芝芳 | 福芝芳 | 福芝芳 |  |  | 孟小冬     | 孟小冬     | 孟小冬     | 孟小冬     | 孟小冬     | 孟小冬     |  |  | 梅兰芳 | 梅兰芳 | 梅兰芳 | 梅兰芳 | 梅兰芳 | 梅兰芳 |  |  |        |        |        |        |        |        |  |  |        |        |        |        |        |        |  |  |            |            |            |            |            |            |  |  |        |        |        |        |        |        |  |  |            |            |            |            |            |            |  |  |        |        |        |        |        |        |  |  |
|        |        |        |        |        |        |  |  | 王明华 | 王明华 | 王明华 | 王明华 | 王明华 | 王明华 |  |  | 福芝芳 | 福芝芳 | 福芝芳 | 福芝芳 | 福芝芳 | 福芝芳 |  |  | 孟小冬     | 孟小冬     | 孟小冬     | 孟小冬     | 孟小冬     | 孟小冬     |  |  | 梅兰芳 | 梅兰芳 | 梅兰芳 | 梅兰芳 | 梅兰芳 | 梅兰芳 |  |  |        |        |        |        |        |        |  |  |        |        |        |        |        |        |  |  |            |            |            |            |            |            |  |  |        |        |        |        |        |        |  |  |            |            |            |            |            |            |  |  |        |        |        |        |        |        |  |  |
|        |        |        |        |        |        |  |  |        |        |        |        |        |        |  |  |        |        |        |        |        |        |  |  |            |            |            |            |            |            |  |  |        |        |        |        |        |        |  |  |        |        |        |        |        |        |  |  |        |        |        |        |        |        |  |  |            |            |            |            |            |            |  |  |        |        |        |        |        |        |  |  |            |            |            |            |            |            |  |  |        |        |        |        |        |        |  |  |
|        |        |        |        |        |        |  |  |        |        |        |        |        |        |  |  |        |        |        |        |        |        |  |  |            |            |            |            |            |            |  |  |        |        |        |        |        |        |  |  |        |        |        |        |        |        |  |  |        |        |        |        |        |        |  |  |            |            |            |            |            |            |  |  |        |        |        |        |        |        |  |  |            |            |            |            |            |            |  |  |        |        |        |        |        |        |  |  |
| 梅大永 | 梅大永 | 梅大永 | 梅大永 | 梅大永 | 梅大永 |  |  | 梅五十 | 梅五十 | 梅五十 | 梅五十 | 梅五十 | 梅五十 |  |  | 梅大宝 | 梅大宝 | 梅大宝 | 梅大宝 | 梅大宝 | 梅大宝 |  |  | （待考证） | （待考证） | （待考证） | （待考证） | （待考证） | （待考证） |  |  | 梅葆琪 | 梅葆琪 | 梅葆琪 | 梅葆琪 | 梅葆琪 | 梅葆琪 |  |  | 梅葆琛 | 梅葆琛 | 梅葆琛 | 梅葆琛 | 梅葆琛 | 梅葆琛 |  |  | 梅葆珍 | 梅葆珍 | 梅葆珍 | 梅葆珍 | 梅葆珍 | 梅葆珍 |  |  | （待考证） | （待考证） | （待考证） | （待考证） | （待考证） | （待考证） |  |  | 梅葆玥 | 梅葆玥 | 梅葆玥 | 梅葆玥 | 梅葆玥 | 梅葆玥 |  |  | （待考证） | （待考证） | （待考证） | （待考证） | （待考证） | （待考证） |  |  | 梅葆玖 | 梅葆玖 | 梅葆玖 | 梅葆玖 | 梅葆玖 | 梅葆玖 |  |  |

## 生平紀錄影片

### 生前
1955年，北京電影製片廠攝製《梅蘭芳舞台藝術》彩色電影時，由吳祖光執導了第一部彩色的梅蘭芳藝術生活紀錄電影片，配上王震亞作曲的管弦樂，在同一部電影的崑曲《白蛇傳•斷橋》前面播映。

### 身後
- 2000年，紀錄片《梅蘭芳的世界》，陳玫君執導
- 2004年，10集電視紀錄片《梅蘭芳》等
- 2006年，電影紀錄片《又見梅蘭芳》，中央新聞紀錄電影製片廠攝製，梅葆玖做藝術指導
- 2008年，電影《梅蘭芳》，陳凱歌執導，改編自兒子梅紹武的著作《梅蘭芳自敘》

## 影視作品
| 年份   | 片名                           | 飾演演員                   |
| 电影   |                                |                            |
| 2008年 | 电影《梅兰芳》                 | 黎明、余少群               |
| 电视剧 |                                |                            |
| 年份   | 劇名                           | 飾演演員                   |
| 2001年 | 大陆电视剧《大宅门》           | 宋小川饰万筱菊             |
| 2009年 | 香港無綫電視劇《蔡鍔與小鳳仙》 | 曾偉權飾梅蘭芳赌神党浪红   |
| 2015年 | 香港無綫電視劇《梟雄》         | 曹永廉飾尚文彬(影射梅蘭芳) |

## 延伸閱讀
| 年份                   | 書名                                                                    | 作者               | 出版社                                | ISBN               |
| 1952年                 | 《舞台生活四十年》 （第一、二集）                                       | 梅蘭芳述、許姬傳記 | 上海：平明出版社 北京：中國戲劇出版社 |                    |
| 1981年                 | 《舞台生活四十年》 （第三集）                                           | 梅蘭芳述、許姬傳記 | 北京：中國戲劇出版社                  |                    |
| 2010年                 | 《抒情傳統與中國現代性》                                                | 王德威             | 北京：三聯書店                        | ISBN 9787108034625 |
| 2010年6月號第96卷第6期 | 〈只願君心似我心：孟小冬與梅蘭芳、杜月笙的交會〉，《傳記文學》，頁23-38 | 沈超群             |                                       |                    |

## 外部連結
- YouTube上的《霸王別姬》，梅蘭芳、劉連榮演出，1955年，CCTV
- YouTube上的《洛神》，梅蘭芳、姜妙香演出，1955年，CCTV
- YouTube上的《白蛇傳‧斷橋》，梅蘭芳、俞振飛、梅葆玖演出，1955年，CCTV
- YouTube上的《貴妃醉酒》，梅蘭芳、蕭長華、姜妙香演出，1956年，CCTV
- YouTube上的《牡丹婷‧遊園》，梅蘭芳、言慧珠演出，1960年，CCTV
- 梅蘭芳—中國人的一個夢  （页面存档备份，存于）
- “东瀛品梅——纪念梅兰芳首次访日100周年美术展”日本巡展在东京开幕  （页面存档备份，存于）
- 王德威：〈春天帶來無盡的悔恨――費穆、梅蘭芳與中國電影詩學 （页面存档备份，存于）〉。
- 吉川幸次郎：〈梅兰芳及其他〉。